# ジャン＝バティスト・デカン
ジャン=バティスト・デカン（Jean-Baptiste Descamps、 1714年8月28日 – 1791年6月30日）はフランスの美術史家、画家である。ルーアンの美術学校で長く教えた。

## 略歴
ノール県のダンケルクに生まれた。イエズス会の学校で学んだが、美術を好み、パリの王立絵画彫刻アカデミーのピエール・デュラン(Pierre Dulin: 1669–1748)やニコラ・ランクレ(1690-1743)、ニコラ・ド・ラルジリエール(1656-1746)の弟子になった。アカデミーでの修行が終わると、1740年から1741年の間はシャルル＝アンドレ・ヴァン・ロー(1705-1765)とともに、イングランドを旅した。
ルーアンの科学・文芸アカデミー(Académie des sciences, belles-lettres et arts de Rouen)の創立者で、学者のコルニエ・ド・シドヴィル(Pierre-Robert Le Cornier de Cideville)と知り合い、熱心にルーアンに住むことを勧められ、1741年にルーアンにスタジオを開き、コルニエ・ド・シドヴィルが、1794年に無料の授業料の美術学校(Ecole Royale, Gratuite et Académique de Dessin, de Peinture, de Sculpture et d'Architecture)を設立するのを支援した。デカンはルーアンの美術学校の校長を亡くなるまで務め、デカンが教えた芸術家にはギヨーム・ギヨン＝ルティエールらがいる。1764年にパリの王立アカデミーの会員になった。
画家や美術教師としての活動に加えて、美術家に関する著作や旅行ガイドの執筆者としても知られ、著書には「フランドル、ドイツ、オランダの画家の生涯("La Vie Des peintres Flamands, Allemands et Hollandois")」(4巻) (刊行年、I: 1753, II: 1754, III: 1760, IV: 1764)や「美しいフランドルやブラバントの旅("Voyage Pittoresque De La Flandre et du Brabant")」(1769年刊行) などがある。

## 絵画作品

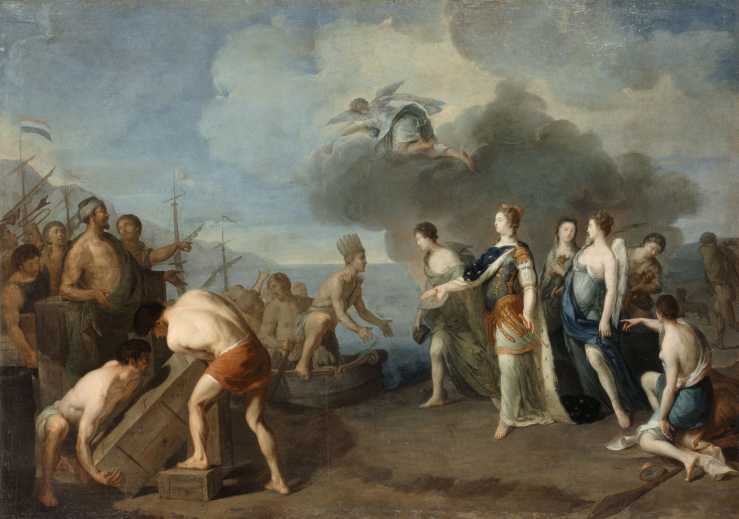
アメリカ発見の寓意画
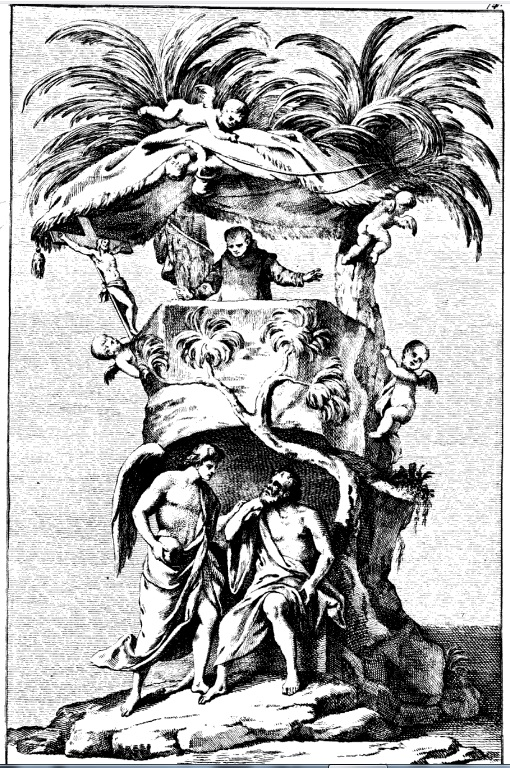
著書挿絵
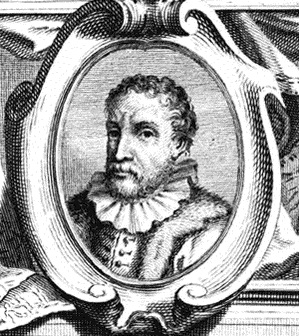
著書挿絵、フランドルの画家マールテン・デ・フォス